# Cappelletta (Albona)
Cappelletta (anche Cappelletta d'Albona o Capelizza; in croato Kapelica)  è un insediamento del comune di Albona, nella regione istriana, in Croazia. Nel 2001, la località conta 573 abitanti.

## Società

### Evoluzione demografica
Evoluzione demografica della località di Cappelletta secondo i seguenti anni: 
1880 = 40 ab.| 1890 = 70 ab.| 1900 = 98 ab.| 1910 = 99 ab.| 1948 = 390 ab.| 1953 = 363 ab.| 1961 = 351 ab.| 1971 = 262 ab.| 1981 = 301 ab.| 1991 = 434 ab.| 2001 = 573  ab.